# Davy Spillane
Davy Spillane (Dublin, 6 de janeiro de 1959) é um músico irlandês. Seu instrumento é a uilleann pipe, e participou do espetáculo musical Riverdance.

## Discografia

### Álbuns solo
- Atlantic Bridge (1986)
- Shadow Hunter (1990)
- Pipedreams (1991)
- East Wind (1992)
- A Place Among The Stones (1994)
- The Sea Of Dreams (1998)

### Davy Spillane Band
- Out of the Air (1988)

### Davy Spillane & Kevin Glackin
- Forgotten Days (2000)

### Andy Irvine & Davy Spillane
- East Wind (1994)

### Trilhas sonoras
- Lamb (1986)
- Eat The Peach (1986)
- The Ballad of the Sad Café (1991) - Flute
- Wuthering Heights (1992)
- Rob Roy (1995) - Uilleann Pipes & Low Whistle
- Michael Collins (1996) - Uilleann Pipes & Low Whistle
- The Disappearance of Finbar (1996)
- Dancing at Lughnasa (1998) - Uilleann Pipes & Low Whistle
- Xenosaga (2002) - Uilleann Pipes & Low Whistle

### Musicais
- Dancing With Strangers (Chris Rea) (1987)
- North & South (Gerry Rafferty) (1988)
- Sensual World (Kate Bush) (1989)
- Soujourner's Song (Buddy Greene) (1990)
- Lam Toro (Baaba Maal) (1992)
- The Seville Suite (Bill Whelan) (1992)
- Far From Home (Traffic) (1994)
- Riverdance (Bill Whelan) (1995)
- MTV unplugged (Bryan Adams) (1997)
- Voyager (Mike Oldfield) (1996)
- Roots of Riverdance (1997)
- Riverdance on Broadway (2000)
- The Girls Won't Leave The Boys Alone (Cherish The Ladies) (2001)
- Journey With the Sun (Paul Winter) (2002)
- Gone ... but not forgotten (Richard Anthony Jay) (2007)